# Vitesse d'Alfvén
En magnétohydrodynamique, la vitesse d'Alfvén désigne la vitesse de propagation d'un certain type d'onde incompressible. Ce nom est donné en l'honneur du Prix Nobel de physique 1970 Hannes Alfvén, fondateur de cette discipline.

## Formule
La vitesse d'Alfvén, traditionnellement notée vA, se définit dans un fluide conducteur plongé dans un champ magnétique par l'expression 
{\displaystyle v_{\rm {A}}^{2}={\frac {B^{2}}{\mu _{0}\rho }}},
où B désigne l'intensité du champ magnétique, exprimée en teslas, μ0 la perméabilité du vide et ρ la masse volumique du fluide exprimée en kilogrammes par mètre cube. 
Notons que le terme en {\displaystyle B^{2}/\mu _{0}} s'apparente, à un facteur numérique près, à la pression magnétique. La vitesse d'Alfvén est de fait déterminée par une relation du type
{\displaystyle v_{\rm {A}}^{2}\propto {\frac {P_{\rm {mag}}}{\rho }}},
soit un rapport entre une pression (ici magnétique) et une masse volumique, à l'instar de l'expression pour la vitesse du son qui fait intervenir le rapport entre la pression hydrodynamique et la masse volumique.
Pour des rapports {\displaystyle B^{2}/\rho } suffisamment grands, la vitesse d'Alfvén peut s'approcher de la vitesse de la lumière auquel cas l'expression ci-dessus  doit être remplacée par son expression relativiste
{\displaystyle v_{A}^{2}={\frac {c^{2}}{1+c^{2}\mu _{0}\rho /B^{2}}}}
où c est la vitesse de la lumière. 

## Ordre de grandeur
Dans des expériences de laboratoire visant à démontrer l'effet dynamo, des champs magnétiques de l'ordre du millitesla peuvent être produits au sein d'un volume de sodium liquide dont la densité est de 0.9 g/cm3. La vitesse d'Alfvén est dans ce cas de l'ordre du cm/s seulement. À l'inverse, dans un Tokamak des champs magnétiques de l'ordre du tesla traversent un plasma très dilué dont la densité est de l'ordre du 10-7 kg/m3  pour une vitesse d'Alfvén de l'ordre du millier de km/s. Dans le cas extrême que représente la magnétosphère d'une étoile à neutrons  avec une densité de surface de l'ordre de 109 kg/m3 et des champs magnétiques pouvant dépasser les 1010 tesla, la vitesse d'Alfvén n'est que de peu inférieure à la vitesse de la lumière.
Plus proche de nous, le champ magnétique moyen à la surface du Soleil est de l'ordre de 10-4 tesla (il peut localement être 1000 fois plus intense, notamment dans les taches solaires) avec une densité qui varie avec l'altitude de 10-4 kg/m3 dans la photosphère à 10-12 kg/m3 dans la couronne, la vitesse d'Alfvén moyenne augmente ainsi de 10 m/s à 100 km/s en s'élevant de moins de 3000 km au-dessus de la photosphère. Plus loin du Soleil, dans l'écliptique, au-delà de l'orbite de Mercure, la vitesse d'Alfvén dans le vent solaire décroit avec la distance R au Soleil approximativement  comme vA0(1+1UA/R)/2, où vA0= 40 km/s est la vitesse d'Alfvén dans le vent à une unité astronomique du Soleil, au niveau de l'orbite de la Terre. La vitesse d'Alfvén est donc de l'ordre de 70 km/s à Mercure (R=0.4 UA), de 40 km/s à la Terre (1 UA) , de 24 km/s à Jupiter (R=5.2 UA), de 22 km/s à Saturne (R=9.5 UA) , de 21 km/s à Uranus (R=19 UA).  
À 400 km de la surface de la Terre, dans l'ionosphère, à l'orbite de la station spatiale internationale, la densité d'ions est d'environ 10-14 kg/m3, ce qui dans le champ magnétique terrestre de ~ 30μT correspond à une vitesse d'Alfvén de l'ordre de 270 km/s. 

## Ondes d'Alfvén
Les ondes d'Alfvén sont des ondes dont la vitesse de propagation est déterminée par la vitesse d'Alfvén et l'angle fait entre la direction de propagation de d'onde et celle du champ magnétique. Si l'on note θ cet angle, la vitesse d'une onde d'Alfvén, où plus précisément sa vitesse de phase, est donnée en fonction de la vitesse d'Alfvén par la formule
{\displaystyle v=v_{\rm {A}}\cos \theta }.
La vitesse d'une onde d'Alfvén est ainsi toujours inférieure ou égale à la vitesse d'Alfvén, l'égalité étant effective quand la direction de propagation de l'onde correspond à celle du champ magnétique.
Les études menées par Steve Tomczyk du National Center for Atmospheric Research (publiées en septembre 2007)  suggèrent que le flux d'énergie transportée par les ondes d'Alfvén de la surface du Soleil vers sa couronne ne suffit pas pour maintenir cette dernière à la température de l'ordre du million de kelvins et ne répondent donc pas  à la question de l'existence d'une couronne environ 100 fois plus chaude que la photosphère sous-jacente.

## Autres types d'ondes magnétohydrodynamiques
Les ondes d'Alfvén correspondent à des ondes du champ magnétique, provoquant des déplacements de matière dans la direction perpendiculaire à celle de l'onde. Elles ne s'accompagnent donc pas de fluctuations de densité. Il existe d'autres types d'ondes MHD, où le champ magnétique se couple à des perturbations de densité. On parle dans ce cas d'onde magnétosonore. Celles-ci font intervenir, outre la vitesse d'Alfvén, la vitesse du son du milieu considéré. Il existe également d'autres types d'ondes susceptibles de se propager dans un plasma, mais elles sont le siège d'un comportement différent entre les différents types de particules chargées qui le composent (typiquement ions et électrons). On ne parle alors plus d'ondes magnétohydrodynamiques, ce terme reposant sur l'hypothèse que le milieu peut être considéré comme un seul et unique composant, quelle que soit sa composition. Le terme générique utilisé est alors celui d'oscillations de plasma.